# Żyła środkowa powierzchowna mózgu
Żyła środkowa powierzchowna mózgu (łac. vena cerebri media superficialis) – w anatomii człowieka jedna z żył powierzchownych mózgu, należąca do grupy środkowej żył dolnych mózgu. Powstaje na wypukłej powierzchni półkuli mózgu, przebiega wzdłuż bruzdy bocznej w stronę tylną. Zwykle wpada do zatoki jamistej, ale może też uchodzić do zatoki skalistej górnej albo zatoki klinowo-ciemieniowej. Żyła środkowa powierzchowna mózgu jest największą z żył dolnych mózgu.